# Elizabeth Klarer
Elizabeth Klarer (n. 1910, Mooi River, Natal - d. februarie 1994) a fost o scriitoare din Africa de Sud, care a pretins ca a fost contactată de extratereștrii între 1954 și 1963. Ea a fost una dintre primele femei care a pretins că a avut o relație sexuală cu un extraterestru.
A studiat muzica și meteorologia în Anglia și a învățat să piloteze aeronave ușoare. După ce a citit cărțile lui George Adamski, Flying Saucers Have Landed (Farfuriile zburătoare au aterizat, 1953) și Inside the Space Ships (În interiorul navei spațiale, 1955), Klarer și-a reamintit că a primit mesaje telepatice ocazionale de la Akon, un extraterestru prietenos din spațiu, încă din copilărie.

## Lucrări publicate
- Beyond the Light Barrier (1980)
- Jenseits der Lichtmauer: Vorgeschichte und Bericht einer Weltraumreise (1977)